# Apanthuroides spathulicauda
Apanthuroides spathulicauda är en kräftdjursart som först beskrevs av Johann-Wolfgang Wägele 1981.  Apanthuroides spathulicauda ingår i släktet Apanthuroides och familjen Anthuridae. Inga underarter finns listade i Catalogue of Life.